# Snežnica
Snežnica és un poble i municipi d'Eslovàquia que es troba a la regió de Žilina, al centre-nord del país. La primera menció escrita de la vila es remunta al 1426.

## Demografia
| Godina             | 1994 | 2004    | 2014   | 2024    |
| ------------------ | ---- | ------- | ------ | ------- |
| Nombre de persones | 893  | 987     | 988    | 1129    |
| Diferència         |      | +10,52% | +0,10% | +14,27% |

| Godina             | 2023 | 2024   |
| ------------------ | ---- | ------ |
| Nombre de persones | 1127 | 1129   |
| Diferència         |      | +0,17% |